# Municipio de Waterville (Kansas)
El municipio de Waterville (en inglés, Waterville Township) es un municipio del condado de Marshall, Kansas, Estados Unidos. Tiene una población estimada, a mediados de 2023, de 765 habitantes.

## Geografía
Está ubicado en las coordenadas 39°42′1″N 96°44′48″O / 39.70028, -96.74667. Según la Oficina del Censo, tiene una superficie total de 92.99 km², de los cuales 91.98 km² corresponden a tierra firme y 1.01 km² están cubiertos de agua.

## Demografía
Según el censo de 2020, en ese momento había 782 personas residiendo en la zona. La densidad de población era de 8.50 hab./km². El 96.16 % de los habitantes eran blancos, el 0.26 % eran afroamericanos, el 0.26 % eran amerindios, el 0.38 % eran de otras razas y el 2.94 % eran de una mezcla de razas. Del total de la población, el 2.43 % eran hispanos o latinos de cualquier raza.